# Stretto di Jugor
Lo stretto di Jugor (in russo Югорский Шар, Jugorskij Šar?) è il tratto di mare che divide l'isola Vajgač dalla penisola di Jugor. Fa parte del mare di Kara ed è situato nel Circondario autonomo dei Nenec, in Russia.
Il suo nome deriva dal nome "Jugra", attribuito anticamente alle zone di insediamento delle tribù del popolo Chanty e Mansi che abitavano le coste meridionali dello stretto.

## Geografia
Lo stretto di Jugor collega il mare della Pečora (la parte sud-orientale del mare di Barents) con il mare di Kara. La sua lunghezza è di circa 40 km, la larghezza tra i 3 e i 16 km, la profondità varia tra i 13 e i 40 m. La maggior parte dell'anno è coperto dal ghiaccio. Sfocia nello stretto il fiume Bol'šaja Oju.
Ci sono alcune piccole isole nello stretto, le principali sono: 
- Storoževoj (Сторожевой), al centro dello stretto (69°41′09″N 60°37′40″E).
- Sokolij (Соколий), all'ingresso settentrionale dello stretto (69°49′54″N 60°44′11″E).